# 南塔街道 (乐至县)
南塔街道是中华人民共和国四川省资阳市乐至县下辖的一个街道办事处。
2019年12月，设立南塔街道，将原天池镇东街社区、南街社区、西街社区、北街社区、曙光社区、文庙沟社区、东郊社区、南郊社区、邹祠村、雷音村、六方村、金顶村、接龙村、印家村、皂角村、石庙村、幸福村、李寨村、安宁村和原孔雀乡广盐村、精忠庙村、金地村及佛星镇龙口村、观音岩村、大石包村、店子湾村所属行政区域划归南塔街道管辖。
党工委书记：田洪兵
办事处主任：宋权峰

## 行政区划
南塔街道下辖以下村级行政区划单位：
东街社区、南街社区、池南社区、新南社区、西街社区、北街社区、东郊社区、曙光社区、文庙沟社区、南郊社区、南山社区、幸福社区、三里社区、接龙村、观音岩村、雷音村、金地村、大石包村、安宁村。